# Hedningarna
Hedningarna is een vernieuwende Zweedse folkband die elektronica en rock mengt met traditionele Scandinavische muziek, waaronder de joik.  

## Geschiedenis
Hållbus Totte Mattson, Anders Norudde en Björn Tollin richtten Hedningarna (Zweeds voor "de heidenen") op in 1987. De band wilde teruggaan tot de wortels van de oude Noordse cultuur, inclusief het gebruik van antieke instrumenten die niet vaak meer gebruikt worden in de hedendaagse Zweedse folkwereld. Anders Norudde (Voorheen Anders Stake), een geschoold luitspeler, begon ook nieuwe instrumenten uit te vinden en te bouwen om hiermee nieuwe klanken te kunnen vertolken.
In 1988 kwam Hedningarna in de aandacht door de muziek die ze componeerden en vertolken voor het toneelstuk Den stora vreden (van Peter Oskarson). In 1989 bracht de groep het eerste album 'Hedningarna uit. 
De band rekruteerde de Finse zangeressen Sanna Kurki-Suonio en Tellu Paulasto en bracht in september 1992 het album Kaksi! (Fins voor 'twee') uit dat het jaar erop bekroond werd met een Zweedse Grammy als beste folkalbum van het jaar. En werden alleen in Zweden al 35.000 exemplaren van het album verkocht, wat bijzonder veel is voor een album uit dat genre.
In september 1994 verscheen het derde album Trä (Zweeds voor 'hout' maar ook een woordspeling met het woord 'tre' dat 'drie' betekent). Dit album zorgde voor de internationale doorbraak en werd onder meer uitgegeven in Spanje, de Benelux, Thailand, het Verenigd Koninkrijk en de Verenigde Staten. De band verzorgde een grote tournee en trad onder andere op op het Roskilde Festival voor 20.000 toeschouwers. 
In 1996 bleven de Finse zangeressen Kurki-Suonio en Paulasto thuis wegens moederschap en studie. Paulasto verliet de band en werd vervangen door Anita Lehtola die een klasgenote van Paulasto was aan de Sibeliusacademie in Helsinki.
Mattson, Stake en Tollin begonnen ondertussen te werken aan het nieuwe album Hippjokk waarop een gastbijdrage te horen is van de bekende Sami joikzanger Wimme Saari. Hippjokk werd in februari 1997 uitgebracht en de band, inclusief zangeressen, vertrok op tournee door Spanje en België. In deze periode werd ook Ulf "Rockis" Ivarsson lid van de groep, terwijl Anders Stake zijn naam veranderde in Anders Norudde.
In de winter van 1998 trok Hedningarna naar de Russische provincie Karelië om inspiratie op te doen voor het nieuwe album Karelia Visa dat verscheen in 1999. Ulf Ivarsson verliet de band weer na de opnames. 
Mattson en Tollin namen in 1999 samen met violist Ola Bäckström en cd op voor de dansgroep Virvla. Zangeres Sanna Kurki-Suonio nam ondertussen een soloplaat op. Datzelfde jaar vervoegde vioolspeler Magnus Stinnerbom zich bij de groep.
Hedningarna trad dat jaar op met een op hun muziek gebaseerde dansvoorstelling door het Flying Foot Forum in Minneapolis, Verenigde Staten. In augustus 1999 trad de groep op in de Melkweg in Amsterdam
In 2000 bracht Anders Norudde een solo-album uit. Datzelfde jaar kwam percussionist Christian Svensson oorspronkelijk groepslid Björn Tollin vervangen.  
In 2003 werd de compilatie cd 1989-2003 uitgebracht. Op dat ogenblik had de groep wereldwijd al meer dan 150.000 cd's verkocht. Zangeressen Kurki-Suono en Lehtola verlieten datzelfde jaar de band.
In 2007 verliet Magnus Stinnerbom de groep en werd vervangen door Samuel Andersson.
In 2010 verliet Christian Svensson de groep.
In 2012 bracht de groep het album '&' (och) uit.
In 2016 verscheen het album 'Kult' dat onuitgebrachte nummers bundelde die niet op eerdere albums waren meegenomen.

## Discografie
- 1989: Hedningarna
- 1992: Kaksi!
- 1994: Trä
- 1994: Kruspolska SASHA mixes
- 1996: The Heathens Fire (Bevat nummers van Kaksi & Trä)
- 1997: Hippjokk
- 1999: Karelia Visa
- 2003: 1989-2003
- 2012: &
- 2016: Kult